# Вестланд (Мичиген)
Вестланд (енгл. Westland) град је у америчкој савезној држави Мичиген. По попису становништва из 2010. у њему је живело 84.094 становника.

## Демографија
Према попису становништва из 2010. у граду је живело 84.094 становника, што је -2.508 (-2.9%) становника више него 2000. године.
|                   | 2010.           | 2000.           |
| Укупно            | 84 094 (100,0%) | 86 602 (100,0%) |
| Белци             | 61 826 (73,52%) | 74 116 (85,58%) |
| Афроамериканци    | 14 489 (17,23%) | 5 867 (6,775%)  |
| Хиспаноамериканци | 3 165 (3,764%)  | 2 138 (2,469%)  |
| Азијати           | 2 548 (3,030%)  | 2 437 (2,814%)  |
| Остали            | 2 066 (2,457%)  | 2 044 (2,360%)  |